# Городенцева, Анастасия Валерьевна
Анастасия Валерьевна Городенцева (род. 1983) — российская актриса театра и кино, режиссёр.

## Биография
Анастасия Городенцева родилась 14 июня 1983 года в Москве.
В 2003 году окончила Высшее театральное училище им. М. С. Щепкина (курс Ю. Соломина, О. Соломиной). Обучается на режиссёрском факультете ВТУ им. Б. В. Щукина (курс А. Вилькина).
С 2003 года работает в театре «Бенефис». С 2008 года сотрудничает с Театром «Апарте».

## Спектакли
- «Ура, король!»
- «Сватовство по-московски»
- «Инопланетяне»
- «Роман втроём»
- «Мой папа самый-самый!»
- «Шлямпомпо»
- «Весёлая квартирка»
- «Ангел»
- «Антигона»

## Фильмография

### Актриса
- 2005 — Люба, дети и завод —Юля
- 2006 — Ленинградец. Чужая жизнь — Уля
- 2006 — Врачебная тайна — Рита Шмелёва
- 2007 — Отец — Лида
- 2008 — Осенний вальс — Даша
- 2009 — Любка — Ирина Михайловна Зальцман — главная роль
- 2010 — Дом малютки — Вера — главная роль
- 2010 — Олимпийская деревня — Лера — главная роль
- 2012 — Команда Че — Варвара Соболева — главная роль
- 2018 — Подъём с глубины — Вера Соловьёва — главная роль
- 2018 — Смертельный номер — Эльза — главная роль
- 2019 — Дорога домой — Вера Киселёва
- 2019 — Ученица чародея — Вера Кудесина — главная роль
- 2020 — Идти до конца — Нина Романова — главная роль
- 2020 — Птичка в клетке — Мария Гаврилова — главная роль
- 2022 — Восемь разгневанных женщин — главная роль
- 2023 — Идеальное заблуждение — Лиза — главная роль

### Сценарист
- 2022 — Восемь разгневанных женщин

### Режиссёр
- 2022 — Восемь разгневанных женщин (совместно с Александром Сухаревым)[1]